# Gaio Sergio Orata
Gaio Sergio Orata (in latino Gaius Sergius Orata; Lucrino, 140 a.C. circa – 91 a.C. circa) è stato un imprenditore e ingegnere romano.

## Biografia
C'è una piccola incertezza sul praenomen di Sergio Orata; per Cicerone era L. (Lucius); per la maggior parte degli antichi, fra cui Plinio il Vecchio, C. (Gaius). Quanto al cognomen "Orata" (o "Aurata") secondo alcuni gli sarebbe stato dato per la sua passione per le orate (Sparus aurata), secondo altri per l'abitudine di indossare due anelli d'oro molto grandi.
Sergio Orata fu contemporaneo e amico dell'oratore Lucio Licinio Crasso (140-91 a.C.), ed era ancora vivo poco tempo prima dello scoppio della guerra sociale (91 a.C.). Si distingueva per la grande ricchezza, l'amore per il lusso e la raffinatezza, e possedeva un carattere estroverso e piacevole. In un frammento di Cicerone, tramandatoci da Sant'Agostino, Orata è definito uomo "ditissimus, amoenissimus, deliciosissimus" (ricchissimo, divertentissimo, deliziosissimo).
A Sergio Orata è attribuita l'invenzione dei "pensiles balneae", ossia l'ideazione del riscaldamento a ipocausto nelle terme. Poiché tuttavia il riscaldamento a ipocausto era noto già nell'antica Grecia, si ritiene che l'invenzione di Orata dovesse consistere nell'introduzione del bagno a vapore. Orata fu inoltre fra i primi ad essersi dedicato all'acquacoltura: diede avvio a un allevamento delle ostriche, attività che gli procurò grandi guadagni, nella località di Baia. Si dice ancora che sia stato il primo ad aver rivendicato la superiorità dei mitili provenienti dal Lago di Lucrino, nonostante in età imperiale le ostriche campane fossero stimate inferiori a quelle provenienti dalla Britannia.